# Gerums socken
För andra betydelser, se Gerums socken (olika betydelser).
Gerums socken ingick i Gotlands södra härad, ingår sedan 1971 i Gotlands kommun och motsvarar från 2016 Gerums distrikt.
Socknens areal är 13,57 kvadratkilometer allt land. År 2020 fanns här 71 invånare. Sockenkyrkan Gerums kyrka ligger i socknen.

## Administrativ historik
Gerums socken har medeltida ursprung. Socknen tillhörde Fardhems ting som i sin tur ingick i Hoburgs setting i Sudertredingen.
Vid kommunreformen 1862 övergick socknens ansvar för de kyrkliga frågorna till Gerums församling och för de borgerliga frågorna bildades Gerums landskommun. Landskommunen inkorporerades 1952 i Hemse landskommun och ingår sedan 1971 i Gotlands kommun.
1 januari 2016 inrättades distriktet Gerum, med samma omfattning som församlingen hade 1999/2000.  
Socknen har tillhört samma fögderier och domsagor som Gotlands södra härad. De indelta båtsmännen tillhörde Gotlands andra båtsmanskompani.

## Geografi
Gerums socken ligger i inlandet av södra Gotland. Socknen är skogsbygd med viss odlingsbygd i söder.
Sedan urminnes tider har det förekommit vildruss, även kallade "skogsbaggar", på Gotland som strövade fritt i skogarna hela året om. På 1930-talet tog några personer initiativet till att bevara den då utrotningshotade hästrasen. Vildrussen, populärt kallade "gotlandsruss", har nu blivit en kontrollerad stam som årligen samlas för premiering vid Gerum korsgata.

### Gårdsnamn
Ajmunds, Annexen, Botes, Hägvalds, Kullands, Likmunds, Mickelbys, Smiss, Stenbjärs, Uddvide.

## Fornlämningar
Från  järnåldern finns gravar, stensträngar och slipskårestenar. En runristning är känd och en vikingatida silverskatt har påträffats.

## Namnet
Namnet (1300-talet Gereym) innehåller i förleden en variant av geirr, 'spjut' och gajser, 'kil i en särk' och  syftar då på en spets- eller kilformig naturformation. Efterleden är hem, 'boplats; gård'.

## Befolkningsutveckling
| Befolkningsutvecklingen i Gerums socken 1810–2020 | Befolkningsutvecklingen i Gerums socken 1810–2020 | Befolkningsutvecklingen i Gerums socken 1810–2020 | Befolkningsutvecklingen i Gerums socken 1810–2020 | Befolkningsutvecklingen i Gerums socken 1810–2020 |
| --- | ------------------------------------------------- | ------------------------------------------------- | ------------------------------------------------- | ------------------------------------------------- |
| |                                                   |                                                   |                                                   |                                                   |
| År |                                                   |                                                   | Folkmängd                                         |                                                   |
| 1810 | 1810                                              |                                                   | 142                                               |                                                   |
| 1820 | 1820                                              |                                                   | 154                                               |                                                   |
| 1830 | 1830                                              |                                                   | 174                                               |                                                   |
| 1840 | 1840                                              |                                                   | 173                                               |                                                   |
| 1850 | 1850                                              |                                                   | 176                                               |                                                   |
| 1860 | 1860                                              |                                                   | 206                                               |                                                   |
| 1870 | 1870                                              |                                                   | 194                                               |                                                   |
| 1880 | 1880                                              |                                                   | 199                                               |                                                   |
| 1890 | 1890                                              |                                                   | 172                                               |                                                   |
| 1900 | 1900                                              |                                                   | 172                                               |                                                   |
| 1910 | 1910                                              |                                                   | 172                                               |                                                   |
| 1920 | 1920                                              |                                                   | 170                                               |                                                   |
| 1930 | 1930                                              |                                                   | 169                                               |                                                   |
| 1940 | 1940                                              |                                                   | 159                                               |                                                   |
| 1950 | 1950                                              |                                                   | 150                                               |                                                   |
| 1960 | 1960                                              |                                                   | 136                                               |                                                   |
| 1970 | 1970                                              |                                                   | 114                                               |                                                   |
| 1980 | 1980                                              |                                                   | 107                                               |                                                   |
| 1990 | 1990                                              |                                                   | 96                                                |                                                   |
| 2000 | 2000                                              |                                                   | 81                                                |                                                   |
| 2010 | 2010                                              |                                                   | 67                                                |                                                   |
| 2020 | 2020                                              |                                                   | 71                                                |                                                   |
| Anm: Källor: Umeå universitet - Tabellverket 1749-1859, Demografiska databasen, CEDAR, Umeå universitet, Befolkningsutvecklingen i Gotlands socknar 2000 - 2010, Befolkning per församling, Folkmängden per distrikt, landskap, landsdel eller riket efter kön. År 2015 - 2022. |                                                   |                                                   |                                                   |                                                   |

### Fotnoter
1. 1 2  Svensk Uppslagsbok andra upplagan 1947–1955: Gerum socken
2. ↑  ”Folkmängden per distrikt, landskap, landsdel eller riket efter kön. År 2015 - 2022”. Statistikdatabasen. Statistiska centralbyrån. http://www.statistikdatabasen.scb.se/pxweb/sv/ssd/START__BE__BE0101__BE0101A/FolkmangdDistrikt/. Läst 23 april 2023.
3. ↑  Harlén, Hans; Harlén Eivy (2003). Sverige från A till Ö: geografisk-historisk uppslagsbok. Stockholm: Kommentus. Libris 9337075. ISBN 91-7345-139-8
4. ↑  Administrativ historik för Gerum socken (Klicka på församlingsposten). Källa: Nationella arkivdatabasen, Riksarkivet.
5. ↑  Om Gotlands båtsmanskompani
6. 1 2  Sjögren, Otto (1931). Sverige geografisk beskrivning del 2 Östergötlands, Jönköpings, Kronobergs, Kalmar och Gotlands län. Stockholm: Wahlström & Widstrand. Libris 9939
7. 1 2 3  Nationalencyklopedin
8. ↑  Förteckning över slipskåror
9. ↑  Fornlämningar, Statens historiska museum: Gerums socken
10. ↑  Fornminnesregistret, Riksantikvarieämbetet: Gerums socken Fornminnen i socknen erhålls på kartan genom att skriva in sockennamn (utan "socken") i "Ange geografiskt område"
11. ↑  Mats Wahlberg, red (2003). Svenskt ortnamnslexikon. Uppsala: Institutet för språk och folkminnen. Libris 8998039. ISBN 91-7229-020-X. https://isof.diva-portal.org/smash/get/diva2:1175717/FULLTEXT02.pdf